# Беллармин, Роберт
Ро́берт Франци́ск Ро́мул Белларми́н (лат. Robertus Franciscus Romulus Bellarminus); Робе́рто Франче́ско Ро́моло Белларми́но (итал. Roberto Francesco Romolo Bellarmino; 4 октября 1542, Монтепульчано, Тоскана — 17 сентября 1621[…], Рим) — учёный-иезуит, богослов-полемист, кардинал и великий инквизитор Католической Церкви, писатель и гуманист. Главный обвинитель в процессе Дж. Бруно, руководитель первого процесса над Галилеем в 1613—1616 годах. Канонизирован в 1930 году, объявлен в католицизме Учителем церкви в 1931 году. Память отмечается 17 сентября.

## Биография
Родился 4 октября 1542 года в Монте-Пульчиано в Тоскане в семье обедневших дворян, но его дядя по матери Марчелло Червини был известным учёным-церковником и стал в 1555 году римским папой-реформатором Марцеллом II.
В детстве Беллармин обучался в римском иезуитском колледже, где прославился своими стихами на итальянском и латыни. В 1560 году в Риме он вступил в иезуитский орден и приобрел известность в качестве преподавателя словесных наук и астрономии, а также и в качестве проповедника. В продолжение двух лет он изучал в Падуе богословие и в 1569 году был послан в Лувенский университет, где читал лекции о «Summa» Фомы Аквинского и написал еврейскую грамматику, в настоящее время вышедшую из педагогической практики.
В 1576 году папа Григорий XIII назначил его профессором полемического богословия в новоучрежденном римском коллегиуме (Collegium Romanum), поручив читать лекции о спорных пунктах веры. Беллармин становится богословским консультантом Великого Инквизитора Джулио Сантори. Но богословский труд «Диспуты» не понравился папе Сиксту V (1585—1590) и попал в Индекс запрещённых книг.
Чтобы искупить обвинение в ереси, в 1589 году Беллармин становится богословским адъютантом папского легата во Франции. Незадолго до этого, 1 августа 1588 года, доминиканский монах Жак Клеман убил последнего из династии Валуа короля Генриха III. Новый король-гугенот Генрих IV Бурбон осадил взбунтовавшийся Париж, где как раз находился легат Каэтани со свитой. После нескольких месяцев блокады десятки тысяч парижан голодали, в городе уже не осталось кошек, собак и крыс, и от голодной смерти духовных лиц спасло только то, что испанский посол Мендоса отдал им свою любимую лошадь. Беллармин вернулся в Рим только в 1592 году, после смерти Сикста V, и сразу же приступил к научным занятиям.

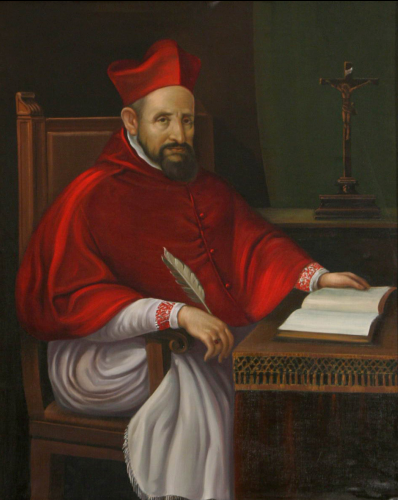
кардинал Роберто Беллармин

Покровительствовавший Беллармину новый папа Климент VIII поручил ему исправить латинскую Библию, Вульгату, канонизированную на Тридентском соборе 1546 года. В 1592 году Беллармин написал предисловие к новому изданию Вульгаты, которую сам и отредактировал, и тогда же был назначен ректором римского коллегиума. В 1598 году Беллармин стал кардиналом, а в 1602 — архиепископом капуанским и поселился в Капуе. Он завёл редкую для тех времён практику посещать все приходы своей епархии раз в год. Активно занимался благотворительностью от имени церкви, посещал больных и бедняков, продолжал исполнять обязанности идеологического советника Священной Палаты. В процессе Дж. Бруно (сожжён инквизицией 17 февраля 1600 года) Беллармин является главным обвинителем. Его подпись под смертным приговором учёному стоит девятой, перед подписью Джулио Сантори. По смерти последнего в 1602 году, Беллармин становится главой Священной Палаты римской и всемирной инквизиции.
После смерти Климента VIII в 1605 году Беллармин приезжает в Рим для участия в конклаве, но избранный Лев XI сидел на престоле 24 дня, и Беллармин участвует в следующих выборах, в которых на этот раз победил Павел V (1605—1621). На обоих конклавах Беллармин был одним из кандидатов в папы римские.
При папе Павле V он поселяется в Риме в звании протектора целестинского ордена и инспектора германской иезуитской коллегии и работает в пяти Конгрегациях, в том числе продолжает Великим Инквизитором Католической Церкви (эту должность он занимает до самой своей смерти в 1621 году).
В 1613—1616 годах Беллармин ведёт инквизиционный процесс против Галилея, окончившийся в тот раз отеческим вразумлением дерзкого астронома и запрещением книги Коперника.
Роберто Беллармин умер в 1621 году в Риме от лихорадки после непродолжительной болезни и глухоты. Похоронен в римской церкви Сант-Иньяцио (Sant’Ignazio di Loyola a Campo Marzio).
Его биографию написал иезуит Фулигаттий (Рим, 1624).
В 1675 году обнаружилась автобиография Роберто Беллармина, опубликованная в Ферраре в 1761 году.

## Деятельность
«Некоторые стремятся иметь наполненный книгами дом, считая, что нуждаются в них ежедневно. Но если бы было так, то они не смогли бы есть, спать и так далее, поскольку книг настолько много, что всей жизни было бы недостаточно, чтобы их пролистать и тем более — прочесть. Следовательно, они собирают книги, которые читают редко или не читают вообще. Зачем же они держат их? Только от желания глаз видеть забитые вещами дома, от желания плоти лениться сходить в библиотеку и от гордыни, которая заставляет их походить на мудрецов».
Роберто Беллармин прославился как богослов, изложивший римское учение самым искусным и систематическим образом. Он развивал учение о сверхдолжных заслугах Католической Церкви, и опирающиеся на него учения об индульгенциях и о чистилище.
В вопросе о светской власти пап Беллармин утверждал, что хотя папа и не имеет прямой власти над государями, подобной той, которую он имеет над епископами, но что ему принадлежит косвенное право сменять королей и объявлять гражданские законы недействительными, если того требуют заботы о спасении души христиан. Так же он заявлял, что теоретически и папа может быть еретиком, хотя в тот же момент, когда это случится, еретик перестанет быть папой. Эта смелая формулировка не понравилась деспотичному папе Сиксту V (1585—1590), который считал, что она ограничивает священные полномочия римского папы. В результате, «Диспуты» Беллармина на короткое время попали в Индекс запрещённых книг. Эта книга были запрещена и в протестантских монархиях.
После смерти Сикста V Беллармин отомстил папе-диктатору, существенно исправив Сикстову редакцию Вульгаты (Беллармин внёс около 3 тысяч изменений). Окончательная редакция Беллармина 1592 года, под названием «сиксто-климентины» просуществовала в качестве официальной Католической Библии до середины XX века.
В 1597 году Беллармин пишет новый католический катехизис (краткое изложение доктрин веры) для детей из 96 вопросов, исправив предыдущее 600—страничное произведение такого рода 1556 года, призванное бороться с лютеранской ересью. Впоследствии этот катехизис был переведён на 62 языка и выдержал более 500 переизданий. В 1598 году он пишет более развёрнутый катехизис из 273 вопросов для взрослых и духовных лиц. В это же время он выступает главным обвинителем на процессе Джордано Бруно, казнённого 17 февраля 1600 года.
После отставки с капуанской архиепископской кафедры Беллармин исполнял административные обязанности в пяти римских Конгрегациях, в том числе в Священной Палате. На этом посту он возглавил первый процесс 1613—1616 годов против Галилея и учения Коперника. Беллармин уважительно отнёсся к Галилею, провёл с ним несколько научных дискуссий и даже посмотрел в изготовленный Галилеем телескоп, после того, как член комиссии учёный-иезуит Клавий убедил кардинала в богоугодности этого занятия. Приговор в отношении Галилея был очень мягок — ему всего лишь запретили пропагандировать «ошибочную и ложную» гелиоцентрическую теорию, но книга Коперника «О вращении небесных сфер» была внесена в Индекс запрещённых книг, где состояла до 1835 года. Когда Галилей позже жаловался на слухи о том, что он был вынужден отречься и покаяться в своих гелиоцентрических взглядах, Беллармин выписал свидетельство, которое отрицает эти слухи, заявив, что Галилей просто был уведомлен об указе и сообщил, что, как следствие этого, учение Коперника не может «защищаться или разделяться». Претензии Беллармина к гелиоцентрической теории заключались в её несогласованности с сообщениями Библии, которую он знал досконально, безусловно считал божественным откровением и абсолютной истиной.
С 1614 по 1619 годы Беллармин написал несколько сочинений, развивающих систему духовных упражнений Игнатия Лойолы. Эти произведения были чрезвычайно популярны среди католиков и переводились на многие европейские языки.
Сохранились сведения о развлечениях Р. Беллармина в часы редкиого досуга: к ним относились пение и игра на музыкальных инструментах — скрипке и лютне, для которых он писал мадригалы о любви к Богу для церковного исполнения иезуитской братией.
Именем кардинала были названы ироничные кувшины «беллармины», разновидность немецких «штайнгутов», пародирующие полную фигуру проповедника.

## Беатификация
Среди прочих кардиналов Ренессанса инквизитор, иезуит, гуманист и проповедник Беллармин разительно отличался бытовой скромностью, добротой и дружелюбием. Возможно, поэтому после смерти в 1621 году пошли слухи о его святости, и его могила стала объектом паломничества и поклонения. В 1627 году начался процесс по его беатификации, который протянулся до 1930 года.
в 1627 году был начат процесс по канонизации Беллармина, который закончился только в 1930 году — признанием его святости.
В 1931 году Папа Пий XI объявил Беллармина Учителем церкви. Таким образом, Роберто Беллармин стал одним из 33-х Учителей католической веры.

## Труды

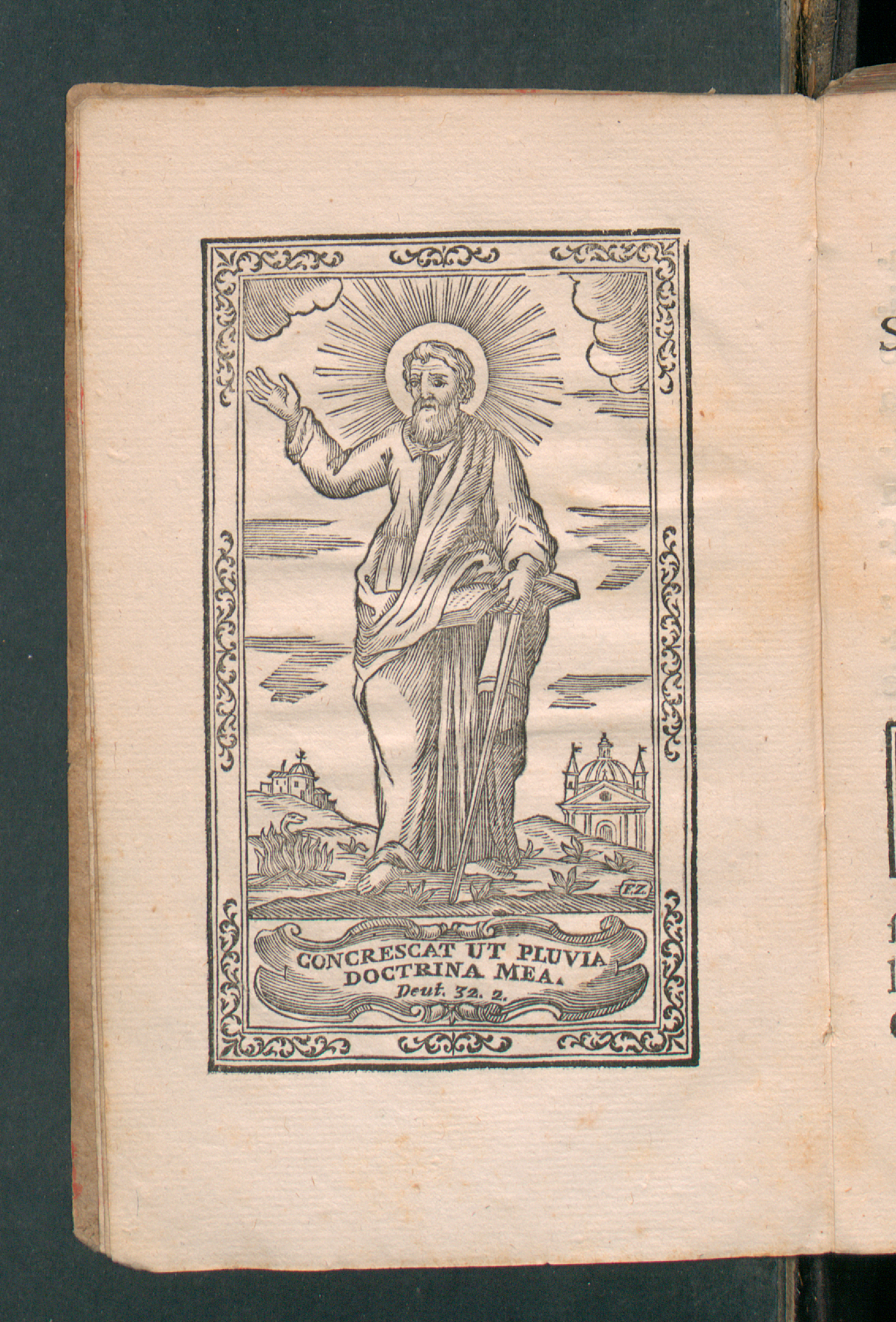
Dottrina cristiana breve, 1752

- «Disputationes de controversiis christianae fidei adversus hujus temporis haereticos» («Дискуссии о противоречиях христианской веры с еретиками нашего времени»);(Рим, 1581—1593)
- редакция и предисловие к Вульгате (1591—1592)
- «Dichiarazione più copiosa della dottrina cristiana» ("Самое подробное изложение христианской доктрины"), 1598
- «Concerning the Power of the Pope»,("О власти Папы Римского") 1609
- «De officio principis christiani» («О долге правителя-христианина»)(Рим, 1609)
- «Tractatus de potestate summi pontificus in rebus temporalibus»,(«Трактат о власти верховного понтифика в мирских делах») ;1610
- «De scriptoribus ecclesiasticis»,(«О церковных писателях») 1613
- «Лестница умственного восхождения к Богу по степеням созданных вещей» (Антверпен, 1615; Москва, 1786, 1845)
- «О вечном блаженстве святых» (Антверпен, 1616; СПб., 1784)
- «О воздыхании голубицы, или о пользе слез» (Антверпен, 1617; Москва, 1745; СПб., 1795)
- «О седми изречениях от Христа на кресте провещанных» (Антверпен, 1618; Москва, 1795, 1832)
- «Наука благополучно умирать» (Антверпен, 1620; Москва, 1783)
  - Часть I
  - Часть II
- «Christianae doctrinae applicatio» («Применение [на практике] христианского учения»); (Рим, 1703)
- «Собрание сочинений в 5 томах» (Венеция, 1721)
- «Автобиография» (1675 или Феррара, 1761; Бонн, 1887)
- «Руководство к Богопознанию» (Москва, 1783)
- «Полное собрание сочинений в 12 томах» (Париж, 1870—1874)
- «Robert Bellarmine: Spiritual Writings» («Роберт Беллармин: Духовные сочинения»),— New York: Paulist, 1989